# کلاسکی چیمه
کلاسکی چیمه (به انگلیسی: Kalaske Cheema) یک منطقهٔ مسکونی در پاکستان است که در پنجاب واقع شده‌است.